# Galeodes loeffleri
Galeodes loeffleri är en spindeldjursart som beskrevs av Roewer 1952. Galeodes loeffleri ingår i släktet Galeodes och familjen Galeodidae. Inga underarter finns listade i Catalogue of Life.